# Patrycja Bokiej
Patrycja Bokiej (ur. 12 stycznia 1979) – polska judoczka.
Była zawodniczka klubów: KSJ Gwardia Koszalin (1992–1998), KS AZS-AWF Wrocław (1999–2004), KJ Samuraj Koszalin (2003–2004). Czterokrotna brązowa medalistka mistrzostw Polski seniorek (1996 i 1997 w kategorii do 61 kg, 2001 i 2002 w kategorii do 57 kg). Ponadto m.in. dwukrotna młodzieżowa mistrzyni Polski (2000, 2001) i trzykrotna mistrzyni Polski juniorek (1996, 1997, 1998).
Instruktorka fitness i judo. Finalistka (zajęła 2. miejsce) programu Wyprawa Robinson emitowanego przez TVN w 2004.